# Halil Pehlivan
Halil İbrahim Pehlivan (sinh ngày 15 tháng 5 năm 1994) là một cầu thủ bóng đá Thổ Nhĩ Kỳ thi đấu ở vị trí hậu vệ cho Gençlerbirliği ở Süper Lig.